# Irvenitsa
Irvenitsa (ryska: Ирвеница) är ett vattendrag i Belarus.   Det ligger i voblasten Vitsebsks voblast, i den nordöstra delen av landet, 240 km öster om huvudstaden Minsk.
Omgivningarna runt Irvenitsa är en mosaik av jordbruksmark och naturlig växtlighet. Runt Irvenitsa är det ganska glesbefolkat, med 38 invånare per kvadratkilometer.